# 双双草鞋送红军
《就义歌》，任桂举作词，彦克作曲。歌曲反应了反映井冈山革命斗争时期，红军和当地人民的鱼水情谊。
该歌曲在1964年的大型音乐舞蹈史诗《东方红》为女声二重唱、合唱，位于第二场《星火燎原》。